# Victor Delmas
Pour les articles homonymes, voir Delmas.
Pas d'image ? Cliquez ici

a Compétitions nationales et continentales officielles uniquement.

b Matchs officiels uniquement.
Dernière mise à jour le 10 octobre 2022.
Victor Delmas, né le 31 mai 1991, est un joueur français de rugby à XV évoluant au poste de pilier droit.

## Biographie
Victor Delmas commence le rugby à l'US Montauban, club où ont évolué son père Alain et son grand-père Jean-Pierre Quereilhac. Parti à Toulouse pour poursuivre ses études, il signe à Blagnac puis à Colomiers en Reichel. Il débute en équipe première en Fédérale 1 lors de la saison 2011/2012.
Après neuf saisons, il rejoint Bath en janvier 2018 pour un contrat de deux ans sur les conseils de son ancien entraîneur Pierre-Henri Broncan.
En 2019, il retourne en France au Biarritz olympique pour trois saisons. En novembre 2019, il rejoint Colomiers en tant que joker médical de Damien Weber sans avoir joué la moindre minute pour le BO en compétition officielle.
En octobre 2022, il s'engage en tant que joker médical à Oyonnax rugby.